# Julius Meurer

Julius Meurer

Julius Meurer (* 13. Januar 1838 in Leipzig; † 19. März 1923 in Wels) war ein deutsch-österreichischer Alpinist, Alpenvereinsfunktionär und Verfasser von Alpinliteratur.

## Leben
Meurer studierte Land- und Forstwirtschaft, begann 1856 mit dem Bergsteigen und kämpfte 1866 im Deutschen Krieg. 1873 kam er im Zuge seiner Beschäftigung bei einer Bergbaugesellschaft nach Wien und engagierte sich hier stark im Österreichischen Touristenklub. 1878 gründete, unter anderem mit Alfred Markgraf von Pallavicini und anderen Mitgliedern des Touristenklubs, den Alpenclub Oesterreich, später Österreichischer Alpenklub. Von 1886 bis 1887 war er Präsident dieses Vereins und Herausgeber der Österreichischen Alpen-Zeitung. Aufgrund von Auseinandersetzungen über den elitären Charakter des Vereins kehrte er 1887 zum Touristenklub zurück, wo er die Herausgabe der Oesterreichischen Touristen-Zeitung leitete und Vizepräsident, ab 1891 auch Präsident war. 1896 zog er sich im Streit aus dem Vereinsleben zurück. Ab 1900 lebte Meurer in Meran und starb schließlich 1923 verarmt in einem Greisenasyl in Wels.

## Alpinistische und publizistische Bedeutung
Meurer galt als hervorragender Bergsteiger. Seine größten alpinistischen Erfolge waren 1878 die Erstbesteigung der Pala di San Martino (2987 m) und die Erstbegehung des Suldengrates an der Königspitze (3859 m), die er beide mit Markgraf von Pallavicini durchführte. 1881 gelang ihm die Erstbegehung des Bärenbartgrates an der Weißkugel (3739 m). In den Zillertaler Alpen führte er mehrere erste Winterbesteigungen durch, unter anderem des Hochfeilers (3510 m).
Meurer war vor allem als Kenner der Ortleralpen bekannt. Sein Illustrirter Special-Führer durch die Ortler-Alpen aus dem Jahr 1884 war auch sein erster Reiseführer, dem mehrere weitere über andere Gebirgsgruppen der Alpen folgten. Weiters sind sein Handbuch des alpinen Sports (1882) und sein Katechismus für Bergsteiger, Gebirgsturisten und Alpenreisende (1892) von Bedeutung. Die Österreichische Alpen-Zeitung wurde durch ihn zur bedeutendsten alpinen Fachzeitschrift ihrer Zeit im deutschsprachigen Raum.
In seinen theoretischen Werken vertrat er die Ansicht, Bergsteiger müssten sich mehr durch Ausdauer und Zähigkeit als durch Kraft auszeichnen, und verteidigte mit dieser Begründung auch das zu dieser Zeit noch umstrittene Frauenbergsteigen.

## Werk
- A handy illustrated guide to Vienna and environs. A. Hartleben, 1906.
- Die Buchgemeinde Berlin (Hrsg.): Rund um den Erdball – Weltreisebilder von Julius Meurer. Berlin 1925.
- Kleiner illustrirter Führer durch Salzburg und das Berchtesgadener Land. A. Hartleben, Wien / Pest / Leipzig 1897.
- Illustrirter Führer Auf Den Kai. königl. Österr. Staatsbahnen. Steyrermühl / Wien 1900.
- Illustrirter Special-Führer durch die Ortler-Alpen. A. Hartleben, Wien / Pest / Leipzig 1884.
- Katechismus für Bergsteiger, Gebirgsturisten, Alpenreisende. Weber, Leipzig 1892.
- Handbuch des alpinen Sports. A. Hartleben, Wien / Pest / Leipzig 1882.